# Enjub
L'enjub és un tipus de paret o contrafort que serveix per protegir les terres de les rierades. Amb aquest sistema de construcció, es poden minimitzar els efectes naturals sobre les construccions urbanes.